# Jour de fête à l'hospice
Jour de fête à l'hospice (titre original en anglais The Poorhouse Fair) est le premier roman de l'écrivain américain John Updike publié originellement en janvier 1959 aux États-Unis et en français en 1979 aux éditions Julliard.

## Écriture du roman
Jour de fête à l'hospice est le premier roman du jeune John Updike qui a seulement fait paraître précédemment un recueil de poèmes. L'auteur considérera à l'issue de sa carrière qu'il s'agit, à son avis, de l'un de ses plus réussis.

## Réception critique
À sa parution, Donald Barr (en), dans The New York Times, remarque le livre de ce jeune auteur le qualifiant d'« œuvre d'imagination intellectuelle et de grande bienfaisance ».

## Éditions
- (en) The Poorhouse Fair, Alfred A. Knopf Publishers, 1959 ; rééd. (version corrigée) 1977  (ISBN 9780394410500), 185 p.
- Jour de fête à l'hospice, trad. Alain Delahaye, éditions Julliard, 1979  (ISBN 978-2-260-00164-5), 214 p. ; rééd. 1994  (ISBN 978-2260000938), 214 p.
- Jour de fête à l'hospice, trad. Alain Delahaye, 10/18 no 1721, 1985  (ISBN 9782264007063), 214 p.
- (en) The Poorhouse Fair, Random House, 2012  (ISBN 978-0345468239), 176 p.
- Jour de fête à l'hospice, trad. Alain Delahaye, coll. « Pavillons Poche », éditions Robert Laffont, 2009  (ISBN 978-2221113363), 273 p.